# Seyda
Stadt Seyda ist ein Ortsteil der Stadt Jessen (Elster) im Landkreis Wittenberg in Sachsen-Anhalt.

## Namensgebung
Der Name Seyda ist wie andere Ortsnamen der Umgebung slawischen Ursprungs.
Für den Ortsnamen sind mehrere Bezeichnungen in historischen Urkunden hinterlegt. So tauchte um 1270 der Name Sydowe auf, 1506 Sydaw und 1508 Seydaw. Die slawische Endung „-ow“ könnte auf einen Einzelhof hinweisen, der erste Teil ist ein Personenname (Sid). Martin Luther, der auf seinen Kirchenvisitationen den Fortgang der Reformation kontrollieren wollte und 1527 in diesem Zusammenhang erstmals den Ort besuchte, benutzte die Bezeichnung Sidonium.
Ab 1605 wurde die Bezeichnung Seyda bzw. Seida üblich.

## Geografie
Seyda liegt im Osten Sachsen-Anhalts an der Grenze zum Land Brandenburg. 23 Kilometer südwestlich von Seyda befindet sich Wittenberg und 12 Kilometer südlich Jessen (Elster).
Nördlich erstreckt sich der Höhenzug Fläming, nach Süden fällt das Gelände allmählich zur Elbe und Elster ab.
An Seyda grenzen die Gemeinde Gadegast und die Ortsteile Schadewalde, früher eine selbstständige Gemeinde, Mellnitz, Morxdorf und Lüttchenseyda.
Seydas östliche Grenze ist gleichzeitig das Tor zur Glücksburger Heide, ein etwa 6850 Hektar großes Waldgebiet.

## Geschichte

### Besiedlung Seydas während der deutschen Ostkolonisation (1150–1500)
Nachdem der brandenburgische Markgraf Albrecht der Bär um 1150 Siedler aus Rheinfranken und insbesondere aus Flamen in das nur gering besiedelte Land östlich der Elbe rief, wurde auch die Stelle des heutigen Seydas durch die Kolonisten besiedelt. Die alte wendische Bevölkerung wurde wie überall aus den Siedlungen verdrängt bzw. vermischte sich mit den neuen Siedlern.
Im Rahmen dieser Ostkolonisation wurde zur Sicherung der deutschen Siedler in Seyda ein Burgward gebildet. Die Festungsanlagen östlich der Elbe wurden meistens in der Nähe von schon bestehenden slawischen Hauptorten angelegt. So befinden sich in der direkten Umgebung Seydas die Orte Mellnitz, Gadegast oder Zemnick, die ebenfalls auf einen slawischen Ursprung hindeuten. Der Sitz des Burgwards bedeutete auch, dass die Dörfer im näheren Umkreis sowohl wirtschaftlich als auch kirchlich von Seyda abhängig waren. Die Anwohner der Burg sollten in Notzeiten Schutz und Zuflucht darin finden. Weiterhin diente die Burg als Sammelplatz für die zu leistenden Abgaben.
An einer erhöhten Stelle, der heutigen Burgstraße (bis 2010 Bergstraße) inmitten eines damals sumpfigen Gebietes wurde die Burg errichtet. Um diese ließen sich dann – mehr zufällig und ungeplant – die ersten deutschen Ansiedler nieder, womit der Ort Seyda entstand. Scherbenfunde belegen allerdings, dass es anstelle dieser Burg zuvor bereits eine slawische Befestigungsanlage gegeben hat.
Der Heimatforscher Oskar Brachwitz schrieb zur Erscheinung und den Ausmaßen dieser Burg:

„Die deutsche Ritterburg wurde natürlich stark befestigt. Bot das Sumpfgelände im Norden und Westen an und für sich hinreichend Schutz, so wurde die Burg doch mit doppelten Gräben umgeben. Die Gräben waren zwölf Meter breit und fünfzehn Meter voneinander entfernt. Von dem äußeren Graben ist heute noch ein Rest erhalten, er ist als Burggraben allgemein bekannt. … Auch ein Teich, „Heller“ genannt, lag in der Nähe des Grabens, wahrscheinlich zur Ansammlung von Wasser.
Die Zugbrücke befand sich am heutigen Aufgang zum Berg. Rechter Hand erhob sich dicht am inneren Graben der Burgturm, der in Verbindung mit einem Torhaus den Zugang sicherte. Die Burg war mit einer starken Mauer aus Feldsteinen umgeben. Innerhalb der Mauern waren Wohn- und Stallgebäude errichtet, auch eine Burgkapelle muss vorhanden gewesen sein“

Erste Herren der Burg waren die Schenken von Landsberg. Sie erwarben die Burg mit der Ansiedlung erstmals im Jahre 1235. Ihr hiesiger Zweig nannte sich daraufhin Schenken von Sydow (Syden). Die Besiedelung Seydas kann frühestens seit 1268 urkundlich nachgewiesen werden. Im 13. Jahrhundert kam die Herrschaft als Heiratsgut an Hermann von Werthere. Nach dem Aussterben dieser Linie fiel die Herrschaft 1366 an den Lehnsherrn, den sächsischen Kurfürsten Rudolph II. Später wurde die Herrschaft Sydow, einer Urkunde nach, wieder den Schenken von Landsberg verliehen. Nach der Neuinbesitznahme der Burg Seyda nannte sich die Familie der Schenken von Landsberg auch die „Schenken von Syden“.
Der junge Ort war von seiner Gründung an nacheinander im Besitz der Mark Brandenburg, dann dem Erzbistum Magdeburg und ab 1366 dem Kurfürstentum Sachsen-Wittenberg zugeordnet.

### Seyda als Hauptsitz des Amts Seyda im Kurfürstentum Sachsen (1501–1815)

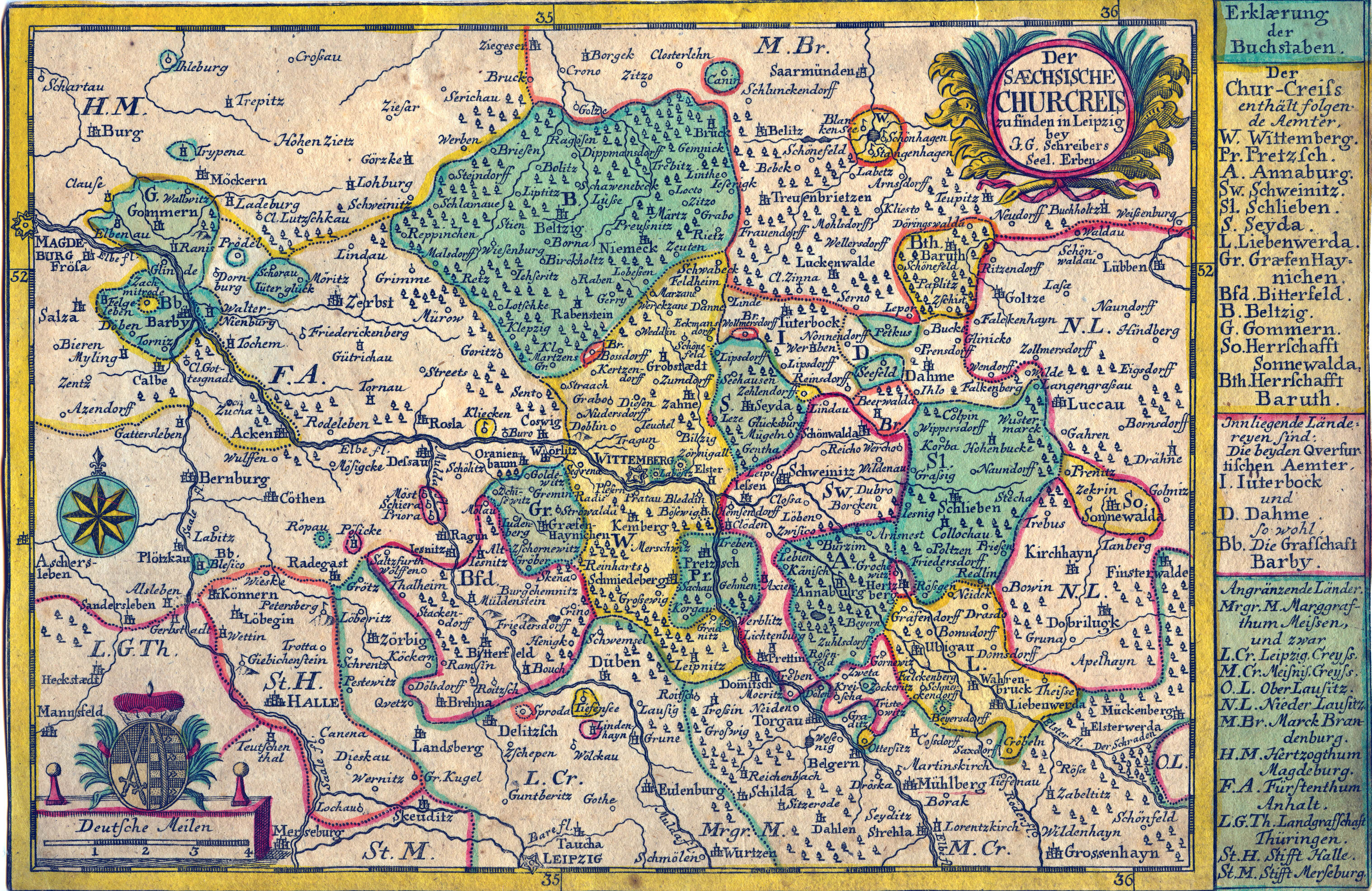
Das Amt Seyda im Kurkreis

Eine genaue Geschichtsschreibung lässt sich für den Ort erst ab 1501 nachvollziehen, als
der sächsische Kurfürst Friedrich der Weise die Herrschaft (eine Stadt, eine alte Schriftsasse mit einem Dorf, 15 Amtsdörfer und 9 wüste Marken) von den Schenken von Landsberg kaufte. Der Kaufpreis des nun kurfürstlich-sächsischen Amtes Seyda betrug 20.000 Meißner Gulden. Damit wurde Seyda eines der drei Wittumsämter zur Versorgung der auf dem Schloss Lichtenburg bei Prettin wohnenden kurfürstlichen Witwen mit Lebensmitteln. Ein kurfürstlicher Amtmann bezog das Schlossgebäude.
Aus dem Verkaufsbrief geht hervor, dass die Herrschaft Seyda vorher schon an den sächsischen Kurfürsten verpfändet war, da die Schenken von Landsberg im Verkaufsbrief unter anderen bekannten:

„So haben wir seine gnaden mit sechs tausent gulden die wir schuldig vnd auff der herrschafft Seyda vorschryben synt, zu entrichten“

Als 1506 die sächsische Herrschaft gefestigt war, wird Seyda erstmals „Stedtchen“ genannt. Der Ort zählte 42 Ansässige (Männer mit Besitz). Die Gesamtgröße der Stadt betrug demnach etwa 200 Einwohner. 20 Hufen, also etwa 160 Hektar, gehörten zur Stadtflur. Neben der Stadt und dem Schloss gehörten auch ein Vorwerk und die Seydaer Heide zum neuen Besitz der Wettiner.
Die Stadt war wirtschaftlich zu einem hohen Maße agrarisch geprägt. So befand sich hier der größte Wollmarkt des Kurkreises. Auch spielte der Flachsanbau eine große Rolle im Wirtschaftsleben des Ortes. Ab 1509 wurde zudem ein kurfürstliches Gestüt errichtet, das bis in den Dreißigjährigen Krieg hinein bestand. Die Reformation von 1517 brachte auch für Seyda große Veränderungen. So besuchten Luther und seine Gefolgsleute die Wittenberger Umgebung, um die Umsetzung der Reformation auf den Dörfern zu beobachten und zu steuern. Die Visitatoren schrieben in ihren Visitationsberichten zu der Situation der Pfarrstelle in Seyda:

„Das stetlein Seyda hat bisher einen eigenen Pfarrer gehabt, und ist allein gewesen und hat doch neben dem stetlein zwei andere dorfer, als Marksdorff und lutschen Seyda, mit dem pfarrecht versorget... Und domit das stetlein Seyda... so viel statlicher und vleissiger mit dem wort Gottes, den heiligen sacramenten und andern pfarrecht moge versorgt werden, ist dem pfarrer dieser zeit ein geschickter und gelerter caplan zugeordnet worden.“

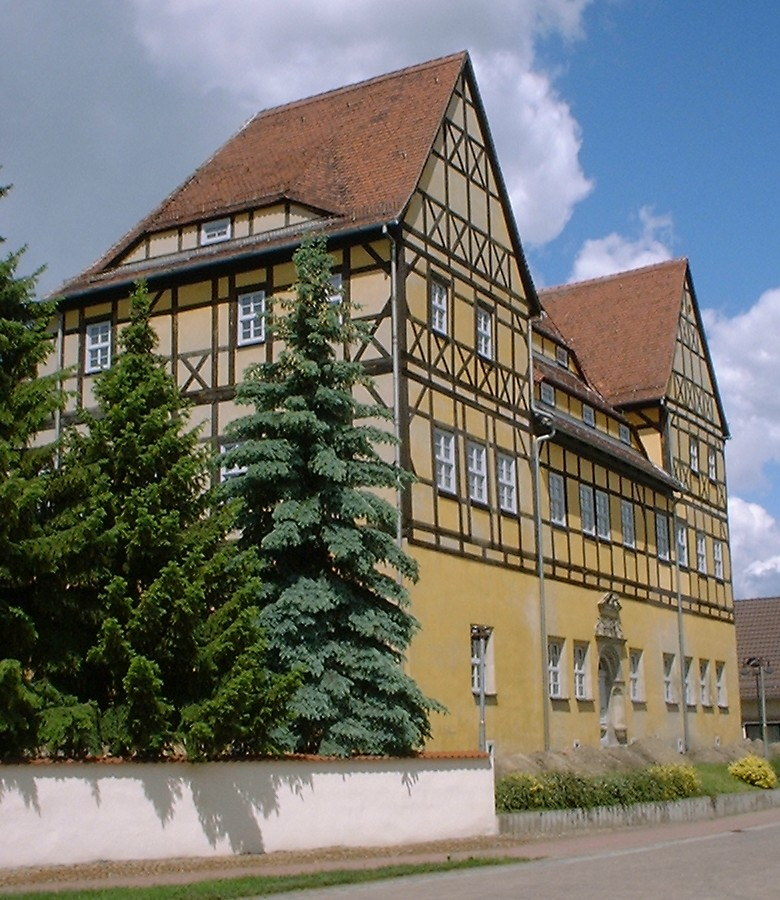
Amtshaus

Nach Ende des Schmalkaldischen Krieges 1547 kamen das Amt Seyda und der Ort selbst zum albertinischen Teil Sachsens und wurde nun von Dresden aus regiert.
Das Aussehen der Burg Seyda veränderte sich im Verlaufe der Jahrhunderte. So wurden nur die Gebäude instand gehalten, während die Verteidigungsanlagen verfielen. Die Anlage wurde daher ab 1500 als Schloss Seyda bezeichnet. Kurfürst August von Sachsen ließ die baufällige alte Burg ab 1573 vollständig abtragen und zwischen dem Dorf Mügeln und Zellendorf ein neues kurfürstliches Lust- und Jagdhaus errichten, das den Namen Glücksburg erhielt.
Ein Teil des Baumaterials wurde auch verwandt, um das Amtshaus Seyda und die umliegenden Gehöfte zu bauen, nachdem die Wohnverhältnisse auf dem Schloss immer ungünstiger geworden waren, und der damalige Amtmann vom Kurfürsten Christian II. die Genehmigung, sich ein geeignetes Wohnhaus mit Verwaltungsfunktion bauen zu dürfen erbeten hatte. Das Amtshaus, das im Jahre 1605 errichtet wurde, ist heute das älteste Gebäude in Seyda. Es steht an der Stelle der ehemaligen Vorburg. An der Stelle der eigentlichen Burg wurden sechs Bürgerhäuser errichtet. Der Bau ist es ein für die Zeit typischer Bau mit einem massiv verputzten Untergeschoss. Der obere Teil besteht aus Fachwerk.

Abbildung von Seyda um 1629
Federzeichnung von Wilhelm Dilich

Hier wohnte und arbeitete der kurfürstlich-sächsische Amtsmann, das Amtshaus war Sitz der Verwaltung für Seyda und die umliegenden Dörfer. In diesem Amtshaus wurden alle Amtsgeschäfte abgewickelt. Das Amtshaus diente auch als Speicherraum für die Abgaben, die dann zur Lichtenburg in Prettin transportiert wurden.
Am 30. Mai 1605 wütete ein erster großer Stadtbrand, bei dem 43 Häuser und viele Scheunen und Ställe vernichtet wurden. Dabei kamen zwei Menschen ums Leben und zwei weitere Frauen erlitten schwere Verbrennungen.
Während des Dreißigjährigen Krieges wurde auch Seyda, wie viele Orte in dieser Gegend, abwechselnd von kaiserlichen und schwedischen Truppen geplündert. Das für Seyda schlimmste Jahr in diesem Krieg war 1637. Im Jahre 1697 zählte die Stadt 70 Häuser, von denen 67 mit 300 Einwohnern bewohnt waren. Bei einem zweiten großen Stadtbrand am 28. August 1708 gingen 22 Häuser und die Kirche in Flammen auf.

Abbildung der Kirche in Seyda um 1800. Erbaut wurde sie 1709, nachdem die vorherige im Großen Stadtbrand desselben Jahres abgebrannt war

Zu Beginn des Siebenjährigen Krieges (1756 bis 1763) wurde Seyda bereits am 2. Tage (30. August 1756) von preußischen Truppen besetzt (I.R. 35 Prinz von Preußen), die von Trebbin kommend am Vortage die preußisch-sächsische Grenze überschritten hatten und auch am Folgetag bei Morxdorf und Mellnitz kampierten. Gleichzeitig hielt sich Friedrich II. der Große, von Beelitz (28. August 1756) und Jüterbog kommend (29. August 1756), während dieser beiden Tage in Seyda auf.
Am 14. August 1795 fand in Seyda die letzte Hinrichtung eines des Totschlages überführten Schmiedes statt. Die Hinrichtungsart war dabei das Rädern (von unten).
1806 zählte Seyda 105 Häuser und 800 Einwohner.
Nach der Niederlage der Franzosen im Russlandfeldzug von 1812 und der beginnenden Befreiung von der Fremdherrschaft wurde auch Seyda kurzzeitig ins Kampfgeschehen verwickelt.
Die ersten russischen Kosaken erschienen am 7. März 1813 in Seyda, am 12. März die ersten preußischen Husaren. Von Anfang März 1813 bis Ende Juli waren fast täglich russische oder preußische Truppen in Seyda zu verpflegen. Am 3. September 1813 rückten 6 bis 7.000 Preußen in das sächsische Seyda ein und nahmen hier und in den umliegenden Orten Quartier. Am 5. September fand das Gefecht bei Zahna (oder auch „Treffen bei Gadegeast“) zwischen Franzosen und Preußen statt, dessen Schlussakt sich in und bei Seyda abspielte. In der folgenden Nacht befand sich das Hauptquartier der Franzosen auf den Höhen südlich von Naundorf bei Seyda, fünf Kilometer nördlich von Seyda. Dorthin hatten die Bewohner Seydas und alle umliegenden Dörfer Abgaben zu liefern. Am Morgen des 6. September durchzog das XII. Korps des französischen Heeres Seyda. Die Schlacht bei Dennewitz begann. Den ganzen Tag hörte man in Seyda den Kanonendonner, bis die Dunkelheit anbrach. Dann zogen wieder viele Franzosen in größter Unordnung durch den Ort. Von Blücher und Tauentzien geschlagen, flohen sie zum Teil nach der Elbfestung Wittenberg zurück, woher sie gekommen waren. Am 12. September verlegte Bernadotte, der Oberbefehlshaber der siegreichen preußischen Truppen, kurzzeitig sein Hauptquartier nach Seyda, um sich dann weiter nach Coswig zu wenden, womit auch die Verwicklung Seydas in diesen Krieg ein Ende fand.

### Seyda in der preußischen Provinz Sachsen (1815–1944/45)
Nach den Befreiungskriegen kamen das Amt und die Stadt Seyda im Ergebnis des Wiener Kongresses von 1815 an Preußen, als Teil der Provinz Sachsen. Das Amt Seyda wurde aufgelöst und Teil des Kreises Schweinitz. Das Amtsgebäude wurde Dienstgebäude eines Königlich Preußischen Gerichts. Eine Kursächsische Postdistanzsäule stand noch 1833/34 auf dem Markt.
Der Ort profitierte wirtschaftlich von der Anbindung an die Handelsstraße, die von Frankfurt (Oder) über Dahme nach Leipzig führte. So bildeten sich hier einige Gasthäuser mit großen Stallungen. Dazu kamen Radmacher und Schmiede. Weiterhin prägten Anfang des 19. Jahrhunderts Bockwindmühlen den Ort, die zu der Zeit ihre Blütezeit hatten. Um 1950 gab es noch 7 dieser Mühlen. In der ersten Hälfte des 19. Jahrhunderts kam es zu einem stetigen Anstieg der Bevölkerung, so dass sich die Stadt nach Osten erweiterte. Seyda zählte im Jahre 1825 113 Häuser und hatte 1.000 Einwohner.
Beim einsetzenden Eisenbahnbau blieb Seyda weitestgehend außen vor. Dennoch bekam Seyda einen kleinen Bahnanschluss, als 1886 die Waldbahn Linda – Seyda angelegt wurde. Dieses Versäumnis der damaligen Stadtoberen, für eine Anbindung an das neue Transportsystem zu sorgen, sollte sich für die folgende Zeit nachhaltig zum Nachteil für den Ort auswirken, da sich das industrielle Gewerbe und im Umkehrschluss auch die Arbeiter zusehends an den Verkehrsknotenpunkten ansiedelten. Zwar wuchs die Bevölkerungszahl Seydas zur beginnenden Hochindustrialisierung weiter an, so zählte man 1875 1.690 Einwohner, 1880 waren es 1.683, 1885 1.794 Einwohner. Doch dann verstärkte sich die Abwanderung in die Städte, und die Bevölkerungszahl begann allmählich zu sinken.
1881 wurde ein neues Schulhaus (das bis 2014 als Kindertagesstätte diente) für die Kosten von 27.000 Reichsmark gebaut, wovon die Kirche 1/3 der Kosten übernahm.
Der überall vorherrschende Pauperismus im 19. Jahrhundert führte in Seyda dazu, dass Gustav von Diest, Regierungspräsident in Merseburg, auf Vorschlag seines Vetters Friedrich von Bodelschwingh, der in Bethel die erste Arbeiterkolonie gegründet hatte, eine solche für brotlose Arbeiter in Seyda gründete. Der Grundstein dieser „Kolonie Seyda“ wurde am 10. August 1883 gelegt.
Diese Arbeiterkolonie veränderte die Umgebung Seydas nachhaltig. Die Kolonisten machten die mit Erlengestrüpp und saurem Gras bewachsenen Moorländereien um Seyda nach und nach urbar. Durch Ausheben von zwei Meter breiten Gräben wurden Beete von 800 bis 1.000 m Länge und 25 m Breite gebildet. Die Gräben leiteten das Grundwasser in zentrale Gräben, wodurch der Grundwasserspiegel erheblich sank. Obwohl die Anstalt für 100 Kolonisten gedacht war, musste sie bald erweitert werden, da der Bedarf bei über 200 Kolonisten lag. Waren die Ernten in den ersten Jahren noch mäßig, nahm die Ernteausbeute durch die Meliorationsmaßnahmen stetig zu.
1913 wurde Seyda über eine Fernleitung von Bad Liebenwerda an das Stromnetz angeschlossen.
Während des Ersten Weltkriegs kamen 59 Männer aus Seyda bei den Kampfhandlungen ums Leben.
Nach dem Ersten Weltkrieg befand sich die Arbeiterkolonie in einer sehr schlechten wirtschaftlichen Lage und stand 1924 vor dem Zusammenbruch. Die Provinzialverwaltung in Merseburg übernahm die Anstalt in Seyda, um eine „Landwirtschaftliche Lehranstalt“ zu eröffnen. Sie bot 90 verwahrlosten Jungen ein neues Zuhause und eine Ausbildung in einem landwirtschaftlichen Beruf. 1930 wurde die Anstalt für die Zöglinge verlegt, und Seyda wurde bis 1945 wieder Arbeiterkolonie.
Am 14. Dezember 1927 verkehrte die für Seyda bedeutende und stark frequentierte, seit 1816 betriebene Pferdepostlinie von Seyda nach Zahna zum letzten Mal. Ersetzt wurde die Pferdeverbindung durch eine Autoomnibuslinie, womit die Anbindung zum Bahnnetz sichergestellt blieb.
Nach der Machtübernahme durch die Nationalsozialisten wurde in Seyda 1933 die preußische Städteordnung aufgehoben. Der seit 1925 im Amt befindliche Bürgermeister Wienicke (SPD) wurde abgesetzt, inhaftiert und durch einen NSDAP-Genossen ersetzt. Zahlreiche Männer verloren während des Zweiten Weltkrieges ihr Leben.

### Seyda in der Sowjetischen Besatzungszone und der DDR (1945–1990)
Nach Ende des Zweiten Weltkrieges wurde die Stadt Seyda Teil der Sowjetischen Besatzungszone und gelangte an das neugebildete Land Sachsen-Anhalt, das bis 1952 bestand. Nach der in der DDR vorgenommenen Verwaltungsreform lag Seyda nunmehr im Bezirk Cottbus. Nach der Neubildung der Länder im Zuge der deutschen Wiedervereinigung gelangte Seyda im Jahre 1990 wieder an Sachsen-Anhalt.

### Seyda in der Bundesrepublik Deutschland (seit 1990)
Es setzten zwischen 1990 und 2000 gehäufte infrastrukturelle Erneuerungsmaßnahmen ein, die den angesammelten Investitionsstau öffentlicher Einrichtungen abtrugen. So wurden Straßen grundständig erneuert, Gehwege neu angelegt, Leitungen erneuert und Glasfaserleitungen verlegt. Das allgemeine Ortsbild, das um 1990 verfallen wirkte, konnte so deutlich verbessert werden. Der private Gebäudebestand der Stadt erfuhr durch individuelle Sanierungsmaßnahmen der Eigentümer nach und nach flächendeckende Modernisierungen. Bedingt durch die Übernahme des kapitalistischen Marktwirtschaft bildeten sich ebenso neue Kleinunternehmungen mit wechselhaften Erfolgen.
Die Stadt Seyda schloss sich der neugebildeten Verwaltungsgemeinschaft Elster-Seyda-Klöden an und wurde am 1. März 2004 in die Stadt Jessen (Elster) eingemeindet.
Die Bevölkerungszahl sank seit 1990 bedingt durch Wegzug und einer geringen Geburtenquote von etwa 1200 Einwohnern um 1990 bis 2015 auf etwas über 900 Einwohner.

## Politik

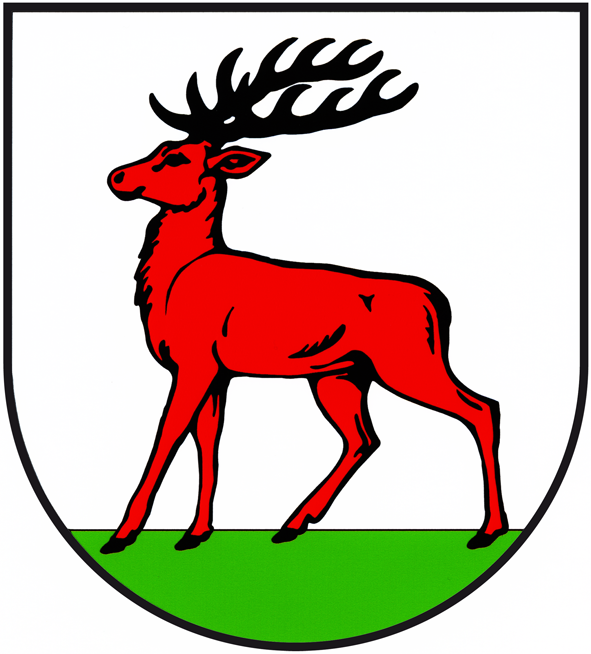
Wappen von Seyda

### Wappen
Seit altersher führte Seyda ein Stadtwappen, das wie folgt blasoniert war: In Silber auf grünem Boden ein rechtshin springender roter Hirsch. Der Magdeburger Kommunalheraldiker Jörg Mantzsch nahm ein Redesign des Stadtwappens vor. Das von ihm neu gestaltete Wappen wurde am 2. Juni 1995 durch das Regierungspräsidium Dessau genehmigt und im Landesarchiv Sachsen-Anhalt unter der Wappenrollennummer 36/1995 registriert.
Blasonierung: „In Silber auf grünem Schildfuß ein roter Hirsch mit schwarzer Bewehrung.“
Die Farben der Ortschaft sind: Rot - Silber (Weiß).

### Flagge
Die Flagge ist Rot – Weiß längsgestreift. Das Stadtwappen ist mittig auf die Flagge aufgelegt.

## Wirtschaft
Seydas Wirtschaftsleben wird von der Landwirtschaft bestimmt. Größter Arbeitgeber des Ortes sind die Vereinigten Agrarbetriebe Seydaland, die sich 1990 aus den Landwirtschaftlichen Produktionsgenossenschaften (LPG) bildeten. Die Sparte setzt sich aus Spargel-, Fleisch- und Milchproduktion zusammen.
Der zweitgrößte Arbeitgeber des Ortes ist der Diest-Hof, eine Diakonische Einrichtung für erwachsene Menschen mit geistigen und mehrfachen Behinderungen, die nach ihren Fähigkeiten und Fertigkeiten gefördert werden.

## Sehenswürdigkeiten
- Das 1605 erbaute Amtshaus war zunächst die Amtswohnung eines höheren kursächsischen Beamten. Nachdem Seyda nach den Befreiungskriegen an Preußen gefallen war, war es Dienstgebäude des Königlich Preußischen Gerichts. 2004 begann die Restaurierung.
- Stadtkirche St. Peter und Paul von 1711.
- Kirchtor von 1796.
- Ehemaliges Schulhaus von 1881, 1983–2014 Kindertagesstätte.

## Persönlichkeiten
- Oswald Gerhardt (1862–1946), evangelischer Theologe
- Martin Jentzsch (1879–1967), evangelischer Pfarrer
- Julius Lindemann (1822–1886), Opernsänger
- Bruno Müller (1859–1921), evangelischer Theologe
- Bruno Nitzschke (1892–1956), Politiker (Ost-CDU)